# Projekt 58250
Projekt 58250 je perspektivní třída raketových korvet ukrajinského námořnictva. Korvety mají operovat především ve Středozemním a Černém moři. Původně mělo být postaveno 10 jednotek této třídy, roku 2011 byl jejich plánovaný počet z finančních důvodů zredukován na čtyři. Stavba prototypové korvety byla zahájena roku 2011, ale roku 2014 byla přerušena.
Jedná se o vůbec první novou třídu válečných lodí vyvinutých a stavěných na Ukrajině od rozpadu SSSR. Plavidla jsou dlouhodobě, leč bez úspěchu, nabízena zahraničním zájemcům.

## Stavba
Všechny jednotky třídy staví ukrajinská loděnice Chernomorsky Shipyard v Mykolajivu. Tuto zakázku získala v prosinci 2009. Prototypová jednotka nese jméno Vladimir Veliky. Založení jejího kýlu se roku 2011 účastnil ukrajinský prezident Viktor Janukovyč. Dokončení prototypu bylo plánováno na rok 2016. Všechny čtyři jednotky měly být dodány do roku 2021.
Program stavby korvet projektu 58250 se potýká s dlouhodobým nedostatkem financí, proto byla část stavby prototypu financována ze sbírky. Během dvou a půl měsíců roku 2011 bylo vybráno 144 000 hřiven, přičemž svým měsíčním platem přispěl i tehdejší ukrajinský ministr obrany Michajlo Ježel. Celkové náklady na stavbu čtyř jednotek dosahují výše cca 2 miliardy dolarů.
Po Anexi Krymu Ruskou federací v roce 2014 byla stavba prototypu pozastavena. V roce 2018 velitel ukrajinského námořnictva potvrdil, že tento program poté již nebyly přidělovány žádné prostředky. V roce 2021 ukrajinská média uvedla, že dokončení korvety Volodymyr Velykyj by mohlo být součástí britské pomoci při rozvoji ukrajinského námořnictva.
Jednotky projektu 58250:
| Jméno             | Založení kýlu   | Spuštěna | Vstup do služby | Status                        |
| ----------------- | --------------- | -------- | --------------- | ----------------------------- |
| Volodymyr Velykyj | 17. května 2011 |          |                 | Stavba přerušena v roce 2014. |

## Konstrukce
Více než 60% vybavení plavidel bude dodáno od ukrajinských firem, ostatní systémy mají pocházet ze Západu. Složení výzbroje plavidel zatím nebylo potvrzeno, neoficiálně se uvádí jeden 76mm kanón Super Rapid, osm protilodních střel Neptun (původně uváděno MM.40 Exocet Block 3), šestnáctinásobné vertikální vypouštěcí silo pro protiletadlové řízené střely Dnipro (původně uváděny střely Aster 15), dva systémy blízké obrany Millenium s 35mm kanóny, dvě střeliště s 12,7mm kulomety a dva trojhlavňové 324mm torpédomety pro torpéda MU90 Impact. Na zádi se nachází přistávací plocha a hangár pro jeden protiponorkový vrtulník. Pohonný systém budeje koncepce CODAG. Tvoří jej plynové turbíny Zorja-Mašprojekt a diesely Caterpillar. Plánovaná nejvyšší rychlost je 32 uzlů a dosah 4000 námořních mil.